# Jamaikanisch-osttimoresische Beziehungen
Die jamaikanisch-osttimoresischen Beziehungen beschreiben das zwischenstaatliche Verhältnis von Jamaika und Osttimor.
Die Kontakte zwischen Jamaika und Osttimor waren bisher spärlich. Die beiden Inselstaaten nahmen am 27. September 2014 diplomatische Beziehungen auf. Die Außenminister Arnold Joseph Nicholson (Jamaika) und José Luís Guterres (Osttimor) unterzeichneten die gemeinsame Erklärung am Sitz der Vereinten Nationen in New York. Beide Staaten gehören zur Bewegung der Blockfreien Staaten, zur AKP-Gruppe und zur Gruppe der 77. Weder hat Jamaika eine Botschaft in Osttimor, noch Osttimor eine diplomatische Vertretung in Jamaika.
Für 2018 gibt das Statistische Amt Osttimors keine Handelsbeziehungen zwischen Jamaika und Osttimor an. In beiden Staaten spielen Kaffee, Bodenschätze und Tourismus wichtige Rollen in der nationalen Wirtschaft.